# Cantonul Rouen-3
Cantonul Rouen-3 este un canton din arondismentul Rouen, departamentul Seine-Maritime, regiunea Haute-Normandie, Franța.

## Comune
- Rouen (parțial)